# Ruta reial persa
La ruta reial persa era un antic camí construït pel rei persa Darios I al segle v aC. Darios va construir el camí per facilitar una comunicació ràpida entre el seu extens imperi que s'estenia de la ciutat de Susa a Sardis. Els missatgers podien viatjar els 2.699 quilòmetres de trajecte en set dies. L'historiador grec Heròdot va escriure: «no hi ha res en el món que viatgi més ràpid que aquests missatgers perses». Els elogis d'Heròdot envers ells -«Ni la pluja ni la neu ni la calor ni la foscor de la nit els impedeix l'acompliment de la tasca que els és encomanada amb la màxima rapidesa»- és la inspiració del lema oficiós dels missatgers.

## Recorregut de la ruta reial
El recorregut del camí s'ha pogut reconstruir gràcies als escrits d'Heròdot, la recerca arqueològica, i altres fonts històriques. Començava per l'oest a Sardis (a uns 96 km a l'est d'Izmir a l'actual Turquia), prosseguia cap a l'est a través del que és ara la secció nord-central de Turquia cap a l'antiga capital assíria Nínive (avui dia Mosul, Iraq), després continuava cap al sud fins a Babilònia (avui dia Al Hillah, a 100 km al sud de Bagdad, Iraq). Prop de Babilònia, es creu que el camí es dividia en dos, un que es dirigia al nord-oest i després a l'oest a través d'Ecbàtana i al llarg de la ruta de la Seda, i l'altre que continuava cap a l'est a través de la futura capital persa de Susa (a l'actual Iran) i després cap al sud-est fins a Persèpolis.

## Història de la ruta reial
Com que el camí no seguia ni la ruta més curta ni la més fàcil entre les ciutats importants de l'Imperi persa, els arqueòlegs creuen que les seccions més occidentals de la ruta reial podrien haver estat construïdes originàriament pels reis assiris, ja que el camí s'endinsa al cor d'aquest antic imperi. La major part dels segments orientals del camí (actualment al nord de l'Iran) coincideixen amb la més gran ruta comercial coneguda, la ruta de la seda.
No obstant això, Darios I va fer construir la ruta reial tal com és coneguda avui dia. Se'n va millorar la calçada i es van connectar les diferents parts per fer-ne una sola ruta contínua. L'objectiu principal era fer-la servir de ràpid mitjà de comunicació utilitzant els missatgers del regne o pirradaziš. La construcció del camí al temps de Darios va ser de tal qualitat que es va continuar utilitzant pels romans. Encara es manté dret un pont d'aquell període d'ús del camí a Diyarbakir, Turquia.